# گوژنگا
گوژنگا (به لاتین: Guźnia) یک روستا در لهستان است که در گمینا ووویچ واقع شده‌است. گوژنگا ۱۷۵ نفر جمعیت دارد.